# Consetta Lenz
Consetta Lenz (Estados Unidos, 26 de septiembre de 1918-2 de julio de 1980), también llamada Consetta Carruccio, fue una gimnasta artística estadounidense, medallista de bronce olímpica en 1948 en el concurso por equipos.

## Carrera deportiva
En las Olimpiadas de Londres 1948 gana el bronce en el concurso por equipos, quedando las estadounidenses situadas en el podio tras las checoslovacas y húngaras, y siendo sus compañeras de equipo: Marian Barone, Ladislava Bakanic, Dorothy Dalton, Meta Elste, Helen Schifano, Clara Schroth y Anita Simonis.